# أمارا إيسي
أمارا إيسي (بالفرنسية: Amara Essy)‏ (20 ديسمبر 1944 ) دبلوماسي من ساحل العاج ولقد شغل منصب الأمين العام لمنظمة الوحدة الأفريقية في الفترة من 17 سبتمبر 2001 إلى 19 يوليو 2002.

## روابط خارجية
- أمارا إيسي على موقع الموسوعة البريطانية (الإنجليزية)
- أمارا إيسي على موقع مونزينجر (الألمانية)